# 2004 PC112
2004 PC112, também escrito como 2004 PC112, é um objeto transnetuniano que está localizado no Cinturão de Kuiper, uma região do Sistema Solar. Este corpo celeste é classificado como um cubewano. Ele possui um diâmetro estimado com 175 km.

## Descoberta
2004 PC112 foi descoberto no dia 13 de agosto de 2004 pelo astrônomo Marc W. Buie.

## Órbita
A órbita de 2004 PC112 tem uma excentricidade de 0,042 e possui um semieixo maior de 44,348 UA. O seu periélio leva o mesmo a uma distância de 42,495 UA em relação ao Sol e seu afélio a 46,201 UA.